# Donald Lippincott
Donald "Don" Fithian Lippincott (Filadelfia, 16 de noviembre de 1893 - Filadelfia, 9 de enero de 1962) fue un atleta estadounidense.

## Biografía
Estudiante de la Universidad de Pensilvania, fue capaz de unirse al equipo de EE. UU. para acudir a los Juegos Olímpicos de Estocolmo 1912, con el financiamiento obtenido de algunos compañeros de clase. Su entrenador fue Michael Murphy.
Completó sus estudios y se graduó en 1915 en la Escuela de Wharton, luego fue capaz de encontrar un trabajo como consultor de seguridad de la empresa, la compañía de los hermanos en Chandler.
Sirvió durante la Primera Guerra Mundial en la Marina. Murió de una enfermedad en enero de 1962.

## Reconocimiento
Fue el primer titular reconocido en el registro del récord mundial de los 100 m, con un tiempo de 10 "6 establecido en Estocolmo el día 6 de julio de 1912.
Ganó dos medallas en atletismo en los Juegos de dicha Olimpiada: medalla de bronce en l00 metros planos y la medalla de plata en los 200 metros.